# Stadtilm
Stadtilm är en stad i Ilm-Kreis i förbundslandet Thüringen i Tyskland.